# Messei
Messei är en kommun i departementet Orne i regionen Normandie i nordvästra Frankrike. Kommunen ligger i kantonen Messei som tillhör arrondissementet Argentan. År 2022 hade Messei 1 819 invånare.

## Befolkningsutveckling
Antalet invånare i kommunen Messei
| Referens: INSEE |